# Tomorrowland Brasil
Tomorrowland Brasil é um festival de música eletrônica realizado no Parque Maeda em Itu, município do estado de São Paulo, no Brasil. Trata-se da versão brasileira do seu irmão maior, que ocorre na Bélgica. Sua primeira edição foi realizada nos dias 1, 2 e 3 de maio de 2015, contou com a participação de cerca de 180 mil pessoas e 187 DJs.
O festival é famoso pela sua performance, com fogos-de-artifício, fontes de água, fogo, contos de fadas, e simbolismos New Age. Segundo a produtora, a ideia sempre foi fazer algo semelhante ao mundo da Disney World.[carece de fontes?] O festival tem como lema Yesterday is History, Today is a Gift, Tomorrow is Mystery (Ontem é História, Hoje é um presente, Amanhã é um mistério). No festival, além do palco principal, outros 6 palcos faziam parte (Mythical Frames, Mushroom stage, Sacred Forest, Grand Theatre, Leaf Stage e The Gathering), mas poderiam mudar ao longo dos anos, com DJs do mainstream até o underground.
Sua organizadora no Brasil era a Plusnetwork, e segundo a mesma, o país receberia edições do festival até 2020. A edição de 2016 ocorreu no mesmo local da anterior, mas em abril, nos dias 21, 22 e 23. O tema foi o "The Key to Happiness" (A Chave para a Felicidade), que foi tema da edição de 10 anos do Tomorrowland na Bélgica, em 2014.
No evento são comercializados artigos como blusas, bonés, a bandeira oficial do evento, óculos de vários estilos e cores. Também é proibido o uso e tráfico de drogas havendo revista física e de bolsas e mochilas no acesso ao festival. Antes de entrarem, as pessoas tem a oportunidade de se libertar das drogas, sem qualquer consequência. Todos no evento recebem pulseiras ao invés de bilhetes, não só para agilizar a entrada, mas também para evitar o gasto de papel. O festival possui uma área de campismo chamada de Dreamville, também com toda a decoração, escolhendo de tendas mais básicas, as mais elaboradas. O campismo é um pacote a parte, podendo-se comprar opções mais baratas e se hospedar em um hotel.
A terceira edição que deveria acontecer em 2017 foi cancelada. Ainda que houvesse forte expectativa do retorno do festival nos anos seguintes, o cenário político e econômico conturbado do Brasil a época desanimou os organizadores que não retornaram para as edições confirmadas até 2020. Em 2022 no entanto, com o reaquecimento pós pandemia do setor de eventos e partindo da parceria entre o evento original e a DC Set Group, foi anunciado o retorno do festival para o ano de 2023 nos dias 12, 13 e 14 de outubro.
Em abril de 2024, durante uma coletiva de imprensa, o DC Set Group, empresa responsável pela organização do Tomorrowland no Brasil, confirmou a realização do festival pelos próximos 10 anos. Com isso, o evento terá no mínimo edições anuais até 2034.

## História

### 2014 (Pré evento)
Em 20 de julho de 2014, o festival contou com uma festa no Parque Candido Portinari em São Paulo, com entrada gratuita e transmissão ao vivo do evento. Foi a primeira e única vez que o festival organizou essa modalidade de evento, que eventualmente inspirou outros tipos de experiência pelo mundo simultâneas ao festival principal em edições posteriores. Durante a festa e a transmissão foi anunciado a primeira edição oficial do evento que aconteceria no ano seguinte.

### 2015 - The Book Of Wisdom
A primeira edição oficial no Brasil aconteceu nos dias 1, 2 e 3 de maio, em Itu, São Paulo e contou o 3º Capítulo do The Book Of Wisdom (O Livro da Sabedoria). Ao todo foram sete palcos e mais de 150 artistas como Alok, Armin Van Buuren, Afrojack, Blasterjaxx, Borgore, Dannic, David Guetta, Dimitri Vegas & Like Mike, Don Diablo, Ferry Corstein, Ftampa, Gui Boratto Hardwell, Laidback Luke, NERVO, Nicky Romero, Showtek, Solomun, Steve Angello, Steve Aoki, W&W. Yves V, dentre outros.

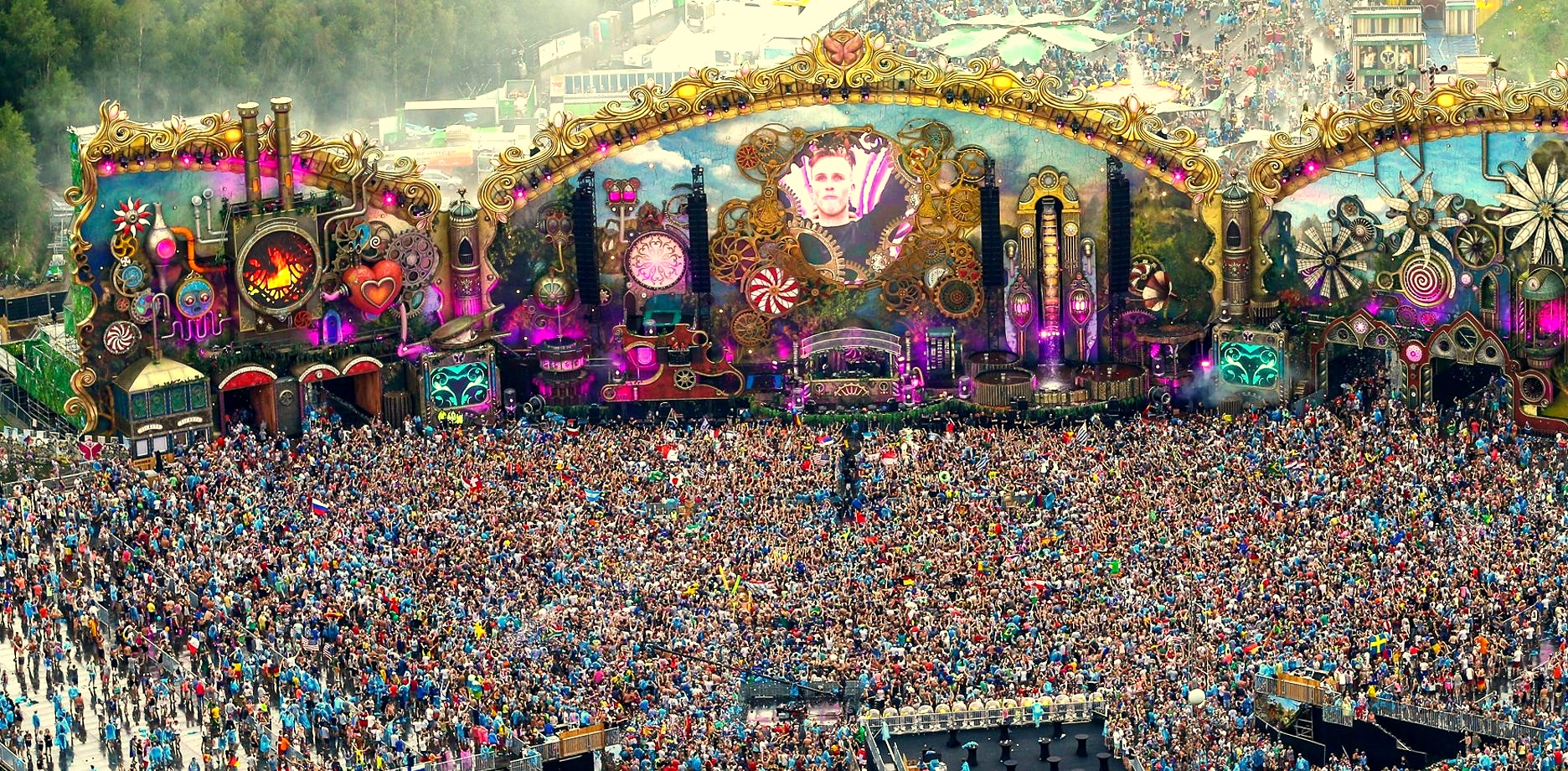
Palco principal do Key to Happiness

### 2016 - The Key to Happiness
A segunda edição aconteceu em Itu, São Paulo, nos dias 21, 22 e 23 de abril. Segundo a organizadora (ID&T), o Brasil receberia as edições do festival até 2020. A segunda edição contou no Brasil contou o 3º Capítulo do The Key to Happiness (A Chave para a Felicidade), que foi tema do Tomorrowland na Bélgica, em 2014. Em 22 de julho de 2015, foram abertos os pré-registros para as vendas dos ingressos. As vendas oficiais dos ingressos começaram no dia 12 de setembro de 2015 às 12 horas. Em 2016, o evento contou com um número maior de nomes nacionais que, segundo os organizadores, deve-se ao fato de ter havido uma evolução, e por isso a necessidade de prestigiá-los. Os ingressos foram adquiridos antes mesmo do anúncio da primeira atração principal ou da programação completa. Ficaram fora da programação, esperados artistas internacionais como Hardwell, AVICII, Tiësto e Martin Garrix e nacionais, como Vintage Culture. Outra queixa frequente entre os fãs da edição brasileira do festival, foi a quantidade de apresentações do mesmo artista em diversos palcos e em dias diferentes, somando até três apresentações durante os três dias de festival. No início de abril, os organizadores divulgaram os horários das apresentações.

### 2017
Diante da inviabilidade de realização do festival, a edição de 2017 e dos anos posteriores (previstas até 2020) foram canceladas.

### 2023 - The Reflection of Love

Palco principal do Reflection of Love

Após seis anos de hiato, foi confirmada uma nova edição do festival prevista para os dias 12, 13 e 14 de outubro de 2023. Posteriormente foi confirmado que o tema da edição seria The Reflection of Love (O Reflexo do Amor), tema que foi apresentado durante a edição de 2022 do festival original. A venda de ingressos se deu em 30 de março e esgotou em apenas três horas. A lista de artistas confirmados conta com grandes nomes do cenário internacional como Afrojack, Martin Garrix, Nervo, Tiësto, Steve Angello, Sebastian Ingrosso, Dimitri Vegas & Like Mike e Yves V além de nomes nacionais como Alok, Cat Dealers, Dubdogz, Vintage Culture e Öwnboss. A edição aconteceu novamente na Arena Maeda e contou com patrocínio da cervejaria alemã Beck's e do drink alcoólico Beats.
O primeiro dia de festival foi impactado negativamente por pancadas de chuva que afetaram a experiência e estrutura do local. Os problemas se estenderam para fora do evento, no qual fãs relataram momentos de sufoco na saída do local, com muita lama, alagamentos em alguns pontos, além de acidentes nas estradas vicinais afetando o escoamento de veículos e ônibus com turistas para fora do estacionamento, chegando a ter casos de pessoas que só deixaram o local mais de 3 horas depois do fim do evento. Como consequência, o segundo dia teve que ser suspenso para o público geral, acontecendo uma festa reduzida para o público do DreamVille, de forma que os organizadores pudessem adotar medidas mitigadoras e assim retornando apenas no terceiro dia que transcorreu de forma tranquila.

### 2024 - Adscendo
Apesar dos problemas enfrentados na edição de 2023, uma nova edição foi confirmada para o ano seguinte. O evento ocorreu entre os dias 11 e 13 de outubro de 2024, no Parque Maeda, que passou por reformas e foi asfaltado para evitar problemas causados pela chuva, como ocorreu no ano anterior. O tema do evento foi "Adscendo", que remete a um "mundo místico". A venda de ingressos começou em 2 de maio. A lista de atrações da edição de 2024 incluiu Hardwell, Armin Van Buuren, Afrojack, Dubdogz, Axwell, Dimitri Vegas, Krewella, Timmy Trumpet, Zerb, Alok, Alesso, Gabry Ponte, Steve Aoki, Vini Vici, Vintage Culture, Don Diablo, entre várias outras.
O evento começou oficialmente no dia 10 de outubro, exclusivamente para os "moradores" da DreamVille, a área de acampamento do festival, com shows de Victor Lou, Chemical Surf, Cat Dealers, Yves V, entre outros.

### 2025 - Life
Após o encerramento da edição de 2024, foi confirmada a realização do festival em 2025, que ocorrerá entre os dias 10 e 12 de outubro, novamente no Parque Maeda, em Itu, interior de São Paulo. Os ingressos foram disponibilizados para venda a partir de 18 de dezembro de 2024.
O tema da edição de 2025 será LIFE (Vida, em português), inspirado no tema Elixir of Life de 2016. A edição explorará a origem da Árvore Mãe, do Labirinto, do Elixir da Vida e do Jardim de Rosas. O público será transportado para Silvyra, um mundo mágico de natureza exuberante, onde a rara conjunção de duas luas está prestes a acontecer. Esse tema será utilizado na decoração dos espaços do evento e no palco principal.
O line-up oficial foi anunciada em 3 de março. Entre os artistas confirmados estão grandes nomes da música eletrônica mundial, como Armin van Buuren, Alesso, Vintage Culture, Steve Aoki, Dimitri Vegas, Nicky Romero, Lost Frequencies e Meduza.
Outros nomes na Line-up divulgada até o momento:
Agents Of Time, Alok, ANNA, Antdot, Axwell, Bhaskar, Bibi Seck, B Jones, Bora Uzer, Cassian, Cat Dealers, Curol, Da Tweekaz, DubVision, Fedde Le Grand, Henri PFR, Ida Engberg, I Hate Models, James Hype, John Newman, KASIA, Kevin de Vries, Kevin di Serna, Kölsch, Konstantin Sibold, Laidback Luke, Layton Giordani, Lucas & Steve, Maddix, MANDY, Matisse & Sadko, Max Styler, Maz, Mees Salomé, Mind Against, Miss Monique, NERVO, Nico Moreno, Odymel, Olympe, R3HAB, Reinier Zonneveld, Samm, Third Party, VTSS, Yotto, Yves V e Zerb.
A pré-venda exclusiva de ingressos começou no dia 4 de abril. Já a venda para o público geral terá início em 8 de abril.

## Estrutura e Experiência

### O festival
O festival ocorre durante três dias e os visitantes podem adquirir ingressos regulares do tipo Full Madness Pass (que garantem acesso aos três dias) ou Day Pass (para apenas um dia). Há ainda os ingressos Comfort que liberam acesso a áreas, restaurantes, banheiros e experiências VIPs (pagas a parte).
Para acessar e uma vez dentro do evento, os visitantes utilizam uma pulseira com chip que também funciona como carteira. Em postos de recarga, é possível fazer o troca da moeda corrente pela Pearl, a moeda própria do festival utilizada em todos os pontos de alimentação e bebida.
Além dos palcos, o festival conta ainda com ativações dos patrocinadores, praças de alimentação (com opções do mundo todo), banheiros, opção de translado oficial e/ou estacionamento, além da Tomorrowland Store, uma loja oficial com produtos exclusivos.

### DreamVille
O DreamVille é uma experiência exclusiva que conta com acampamentos e bangalôs anexos ao festival. Os pacotes do DreamVille sáo de cinco dias e incluem acesso aos três dias do festival, uma área exclusiva de integração com visitantes do mundo todo e um palco exclusivo, o The Gathering, além de permitir que os visitantes transitem entre o festival e o acampamento.